# 呼格
呼格（拉丁語：casus vocativus）為名詞的格表示法，用來對人（動物、物件等）的稱呼，或者有時作為名詞的限定詞使用。呼格的用法是一種直接式的表達法，在一群人中所談到的個體「人」是置於句子中來表示的。舉例說明，在一句子中，「I don't know, John」（我不知道，約翰），“約翰” 就是呼格的表示法指出所談到的人。
在歷史上，呼格為「格（case）」在印歐語系裡的語法元素，也存在於拉丁語、梵文、古典希臘語中。雖然在很多的印歐語言中已遺失掉了，不過在一些語言當中仍然保留呼格的用法。像是現代希臘語與斯拉夫語族中，諸如：波蘭語、俄羅斯语、捷克語、塞爾維亞語、克羅地亞語、波斯尼亞語、烏克蘭語；及現代凱爾特語族中，諸如：苏格兰盖尔语、與愛爾蘭語等。在羅曼語族中呼格被保存在羅馬尼亞語裡。

## 各種語言裡的呼格

### 拉丁語
拉丁語中名詞的呼格相同于主格，除了陽性單數第二語尾變化的名詞會以主格的 -us 或 "-ius" 來作結尾。以著名的莎士比亞戲劇台詞為例說明："Et tu, Brute?" （「"怎麼是你，布魯图？」，一般翻譯為「你也有分，布魯图？」），這兒 Brute 為呼格，不過 Brutus 應該為主格。當後綴詞 "-ius" 的加入會將名詞變為呼格，然而，這後綴詞 "-ius" 也已遺失掉不用而替以 "i"。當拉丁語的人名呼格翻譯為英語時，經常被譯為主格，就如英語單純的用主格來表示呼格的用法，不過卻用"感嘆號似的空格"將呼格與句子中其他的語詞分開(書寫上則用逗點來表示)(參見如下說明)。

### 四種歷史上的印歐語
以單詞 "wolf（狼）" 為範例說明：
|      | 原始印歐語 | 拉丁語  | 古希臘語          | 梵語    |
| 主格 | *wl̥kʷ-o-s  | lup-u-s | λύκ-ο-ς (lúk-o-s) | vr̥k-a-s |
| 呼格 | *wl̥kʷ-e-Ø  | lup-e-Ø | λύκ-ε (lúk-e-Ø)   | vr̥k-a-Ø |
要注意符號說明：以上字元以分隔符號（hypehen）來分隔藉以來標註語幹、所謂的格的語幹母音、及實際上的後綴詞。符號 "Ø" 用來表示沒有後綴詞，不過其它的格可能會在 "Ø" 的地方替以後綴詞。在拉丁語中，舉一例說明，主格為 lupus 而呼格為 lupe! ，然而賓格為 lupum。在每個印歐語單字前的星號(*)是用來表示它們僅是假設性的單詞重新構建，並不是根據於已有的書寫資料。

### 波蘭語
波蘭語不同於拉丁語，呼格（wołacz）幾乎總是不同於主格，其变化过程遵循一定的文法规则。範例如下：
| 主格                            | 呼格                               |
| Pani Ewa（夏娃女士）            | Pani Ewo!（夏娃女士啊!）           |
| Pan profesor（教授先生）        | Panie profesorze! （教授先生啊！） |
| Krzysztof（克里斯多福）         | Krzysztofie!（克里斯多福啊！）     |
| Krzyś（Krzysztof 的親密表達式） | Krzysiu!                           |
| Ewusia（Ewa 的親密表達式）      | Ewusiu!                            |
| Marek（馬克）                   | Marku!                             |
| ciemność（黑暗）                | ciemności!                         |
| książka（書）                   | książko!                           |
在非正式談話裡，主格正在逐漸替代呼格來使用，不過在正式場合中這些都被視為不是很好的表達法。

### 英語中類似呼格表達法
在英語裡呼格是沒有特別提到，不過英文的句法也有這樣類似的功能，比如说: "John, could you come here?"（約翰你能到這兒來嗎?）或者 "I don't think so, John"（我不認為是這樣的，約翰），句子裡頭的 "John"（約翰）即不是主詞也不是動詞的受詞，但是的確在指出這些敘述裡頭被叫到的這個人"John（約翰）"。
其它的呼格特性說明例如：O Death, where is thy victory（喔 死亡，勝利在那兒呢?）， 或者 Hey, you!（嗨，就是你）中的 Death 及 you 為呼格。 這些呼格表達法經常被歸類為感嘆詞，並且在任何句子中都會發生，跟文法上的語氣特性無關。
範例:
- Good morning, class!（早安，班上同學）（裡頭的 class（班上同學）為呼格）
- Don't forget your swimming trunks, George.（不要忘記你的泳褲，喬治。）（裡頭的 George（喬治）為呼格）
- Hey, George, did you remember to bring your swimming trunks?（嗨，喬治，你有帶你的泳褲來嗎？）（裡頭的 George（喬治）為呼格）
- No, Bob, I forgot.（沒有，鮑伯，我忘記了。）（裡頭的 Bob（鮑伯）為呼格）
- I'm proud of you, son.（兒子，我為你驕傲）（裡頭的 son（兒子）為呼格）
- If I were you, Mary, I'd take Spanish next year instead of French, it's the Future.（瑪莉，假如我是你，下學期我會選西班牙語來替代法語，這是未來的趨勢。）（裡頭的 Mary（瑪莉）為呼格）
- Hey, Jude.（嗨，猶大）（裡頭的 Jude（猶大）為呼格）

### 俄語

#### 古文體
俄語中呼格是一種老舊的語法特性，僅保留在古文體語法中的某些格。
- 一些不再使用的表示法， 諸如諺語類。範例： Врачу, исцелися сам(Vrachu, istselisya sam)（「內科醫師，治療你自己」）。這兒врач(vrach) 是表示 "醫師"，而врачу(vrachu) 為呼格，且重音在第一音節；如強調最後的音節則會變成與格。
- 在俄語中大多數常聽到的呼格古文體為 Боже мой!(Bozhe moy!)，「喔, 我的上帝啊!」，這兒 Бог(Bog)為「上帝」的主格單數。在Бог（Bog）最後的-г(g) 被軟化為呼格的後綴詞 -же(zh)。
- 教會斯拉夫語是用在俄國東正教的教會中。 舉例而言：大主教被表示為владыко(vladyko)，而其原來的主格為 владыка(vladyka)。

也因此，大多數的語言學家認為俄語不再存有呼格。

#### 類似呼格表達法
縱然如此，俄語有一些呼格的表達法，其句法與語法基本上同上面英語一節所敘述的一樣。

#### 人名的簡略
口語體的俄文有一種名字的表示法，而大多數的語文學家視之為呼格的重現。此法僅以名字結尾為母音而用在類似呼格表示法的場合中，例如：Лен, где ты?(Len, gde ty?)（雷娜，妳在那兒？）。這句基本上等同於Лена, где ты? (Lena, gde ty?)，僅有的差別是前句提出正確的人稱表示法，表示出說者與聽者之間的情感上有所連繫。此例，實際上反而顯示出這種型態的表示法本質上跟古文體的呼格無關（此例的正確呼格應該為 Лено(Leno)，因而導致其他的語文學家相信這種型式不是呼格的表達法。

### 格鲁吉亚语
在格鲁吉亚语裡，呼格是用來表示第二人稱單複數名詞。字根結尾若為子音，呼格的形成則需加後綴詞-o 在字根尾部；若字根結尾為母音，則呼格的形成不需要後綴詞（在古格鲁吉亚语後綴詞為-v，不過現在視為古文體）。舉例示之，kats-（字根結尾為子音"s"）為單字"男人"的字根。假如用這個字來表示某人，則需變成 katso! 
形容詞形成呼格也需要作語尾的變化。同名詞一樣，字根結尾若為子音，形容詞呼格的形成則需加後綴詞-o 在字根；若字根結尾為母音，則形容詞呼格的形成不需要改變字根。比較如下：
lamazi kali「美麗的女人」（主格）
lamazo kalo!「漂亮的女人啊!」（呼格）
上例第二句 lamazo kalo! ，形容詞與名詞都需作語尾變化。第二人稱單複數代名詞形成呼格也需要作語尾變化。 Shen "你"（單數） 與 tkven "你們"（複數）變為呼格則都需要去掉最後語尾-n ，變為 she! 與 tkve!。最後，整個舉例來說：
She lamazo kalo! 「妳真是個漂亮的女人啊！」
于是上面整句所有的單字都需作語尾變化。

### 羅馬尼亞語
羅馬尼亞語呼格承襲自拉丁語。在詞法上以特別的結尾構成詞形，偶而也會造成一些其它的詞型音素改變（請參考羅馬尼亞語名詞的文章）。
- 單數 陽性/中性："-e" 置于底下的單詞結尾
  - "om" - "omule!"（人、人類），
  - "băiat" - "băiete!" or "băiatule!"（男孩），
  - "văr" - "vere!" （堂/表兄弟、姐妹），
  - "Ion" - "Ioane!"（約翰）；
- 單數 陰性："-o" 置于底下的單詞結尾
  - "soră" - "soro!"（姐妹），
  - "nebună" - "nebuno!"（失常女人），
  - "deşteaptă" - "deşteapto!" （聰明，這個呼格單詞總是用來表示挖苦性的意思），
  - "Ileana" - "Ileano!"（海倫）；
- 複數，所有性別："-lor" 置于底下的單詞結尾
  - "fraţi" - "fraţilor!"（兄弟們），
  - "boi" - "boilor!"（公牛，拿用來罵人的字眼），
  - "doamne şi domni" - "doamnelor şi domnilor!"（各位先生女士）。

不單是呼格，從其它更多的主格與受格裡也可以有呼格的用法特性。原因是因為呼格經常表達為很直接的意思，因此被視為粗魯的表達法。

### 韓語
同樣的在韓語裡，呼格僅在偶而稱呼人家名字的場合中用到。其構詞法為：如果名字結尾為子音加一後綴詞 아 （a）在名字後；而名字結尾為母音則加一後綴詞 야 （ya）在其後。
미진은 집에 가겠어?（Mijin-eun chibe kagesseo?）

「美真，準備归家否？」
미진아, 집에 가겠어?（Mijin-a, chibe kagesseo?）

「美真啊，準備归家否？」
동배 뭐 해? （Dongbae muo hae?）

「東裴，作甚？」
동배야, 뭐 해?（Dongbae-ya, muo hae?）
 
「東裴呀，作甚？」

### 邏輯語
一般而言，邏輯語是一種沒有所謂「格變化」的人造語言，它對於詞語的分類甚至於大不同於一般的語言，不過在邏輯語當中，「doi」這個字一般可視為類似呼格的標記，範例如下：
doi djan.
「約翰啊！」
doi djan. mi tavla do
「約翰啊！我和你說話」

## 外部連結
- 俄語6個格介紹（页面存档备份，存于）
- 羅馬尼亞語-英語Online詞典